# Diego Cabeza de Vaca
Diego Cabeza de Vaca (Siviglia, 1550 circa – Crotone, dicembre 1625) è stato un vescovo cattolico spagnolo.

## Biografia
Diego Cabeza de Vaca nacque a Siviglia, in provincia e arcidiocesi omonima, intorno alla metà del XVI secolo.
Ordinato presbitero in data ignota, venne ordinato vescovo di Crotone il 20 novembre 1623 da papa Urbano VIII; ricevette l'ordinazione episcopale il 4 febbraio 1624 dal cardinale Giovanni Garzia Mellini e dai co-consacranti Alessandro di Sangro, patriarca titolare di Alessandria dei Latini e arcivescovo metropolita di Benevento, e Agostino Morosini, arcivescovo titolare di Damasco.
Resse la diocesi crotonese fino alla morte, avvenuta nel dicembre 1625.

## Genealogia episcopale
La genealogia episcopale è:
- Arcivescovo Filippo Archinto
- Papa Pio IV
- Cardinale Giovanni Antonio Serbelloni
- Cardinale Carlo Borromeo
- Cardinale Gabriele Paleotti
- Cardinale Ludovico de Torres
- Cardinale Giovanni Garzia Mellini
- Vescovo Diego Cabeza de Vaca